# Вълчи зъб (корниз)
Вълчият зъб е вид подпокривен или надпрозоречен корниз в средновековната българска архитектура, представляваща нередовна тухла или парче камък с остър а не правоъгълен край.
Този архитектурен елемент е характерен за български земи и е обичайна украса на всички монументални и най-вече сакрални обществени сгради през късното средновековие – църкви, джамии и т.н.

## Символизъм
Някои автори отъждествяват символизма и значението на този архитектурен елемент със силата и нрава на вълка, доколкото вълците са социални животни, маркиращи територията и защитаващи потомството си, които имат следните качества: издръжливост, ловкост, вярност, интуитивност, интелигентност, независимост, комуникативност.
Легендата за основаването на Рим, след разрушаването на Троя, е свързана с това животно. Вълчият зъб е също така тотем и амулет.
Някои сочат за пример средновековния български строител (майстор Манол), вграждал този символ в своите монументални и религиозни сгради.